# Olympische Jugend-Winterspiele 2024/Eisschnelllauf
Bei den IV. Olympischen Jugend-Winterspielen in Gangwon fanden sieben Wettbewerbe im Eisschnelllauf statt. Austragungsort war das Gangneung Oval.

## Qualifikation
Jedes Nationale Olympische Komitee (NOK) konnte zwei Athleten für jede einzelne Disziplin melden. Teilnahmeberechtigt sind Sportler und Sportlerinnen, die zwischen dem 1. Juli 2006 und dem 30. Juni 2008 geboren sind. Dem Gastgeberland Südkorea sind zwei Quotenplätze pro Geschlecht garantiert.
Zur Qualifikation mussten außerdem zwischen dem 1. Juli 2022 und dem 8. Dezember 2023 folgende Limits erfüllt werden:
| Disziplin | Männer      | Frauen      |
| --------- | ----------- | ----------- |
| 500 m     | 41,00 s     | 45,00 s     |
| 1500 m    | 2:07,00 min | 2:20,00 min |

NOKs, die an den ISU-Junioren-Eisschnelllauf-Weltmeisterschaften 2023 teilgenommen hatten und einen Athleten unter den besten Sechs über 500 Meter und/oder 1.500 Meter platzieren konnten, erhalten einen Quotenplatz. Ist ein weiterer Athlet in den Top 6 vertreten, wird ein zweiter Quotenplatz vergeben.
Die verbleibenden Quotenplätze wurden anhand der Ergebnisse zweier Wettkämpfe des ISU Junior World Cups 2023/24 vergeben. Diese fanden am 25. und 26. November 2023 in Baselga di Piné bzw. am 2. und 3. Dezember 2023 in Collalbo statt.
Folgende Nationen konnten sich für die Wettkämpfe qualifizieren:
| NOK                 | Männer | Frauen | Gesamt |
| ------------------- | ------ | ------ | ------ |
| Australien          | 1 0    | 0      | 0      |
| Belgien             | 2 1    | 0      | 1      |
| Chinesisch Taipeh   | 1 0    | 0      | 0      |
| Dänemark            | 0      | 1 0    | 0      |
| Deutschland         | 2      | 2      | 4      |
| Estland             | 1      | 1      | 2      |
| Finnland            | 1      | 0      | 1      |
| Italien             | 2      | 2      | 4      |
| Japan               | 2      | 2      | 4      |
| Kasachstan          | 2      | 2      | 4      |
| Kolumbien           | 0      | 2      | 2      |
| Lettland            | 1      | 2 0    | 1      |
| Niederlande         | 2      | 2      | 4      |
| Norwegen            | 2      | 2      | 4      |
| Österreich          | 2 1    | 2      | 3      |
| Polen               | 2      | 2      | 4      |
| Portugal            | 2      | 2      | 4      |
| Rumänien            | 2      | 2      | 4      |
| Schweden            | 0      | 1      | 1      |
| Schweiz             | 1      | 0      | 1      |
| Spanien             | 2      | 2      | 4      |
| Südkorea            | 2      | 2      | 4      |
| Tschechien          | 1 0    | 1 0    | 0      |
| Ungarn              | 2 0    | 2      | 2      |
| Vereinigte Staaten  | 2      | 1      | 3      |
| Volksrepublik China | 2      | 2      | 4      |
| Gesamt: 25 NOKs     | 32     | 33     | 65     |

## Zeitplan
| Zeitplan Eisschnelllauf | Zeitplan Eisschnelllauf | Zeitplan Eisschnelllauf | Zeitplan Eisschnelllauf | Zeitplan Eisschnelllauf | Zeitplan Eisschnelllauf |
| Wettbewerbe             | Januar                  | Januar                  | Januar                  | Januar                  | Januar                  |
| Wettbewerbe             | 22                      | 23.                     | 24.                     | 25.                     | 26.                     |
| ----------------------- | ----------------------- | ----------------------- | ----------------------- | ----------------------- | ----------------------- |
| Männer                  |                         |                         |                         |                         |                         |
| 500 m                   |                         |                         |                         |                         |                         |
| 1500 m                  |                         |                         |                         |                         |                         |
| Massenstart             |                         |                         |                         |                         |                         |
| Frauen                  |                         |                         |                         |                         |                         |
| 500 m                   |                         |                         |                         |                         |                         |
| 1500 m                  |                         |                         |                         |                         |                         |
| Massenstart             |                         |                         |                         |                         |                         |
| Mixed                   |                         |                         |                         |                         |                         |
| Mixed-Staffel           |                         |                         |                         |                         |                         |
| Entscheidungen          | 2                       | 2                       | 0                       | 1                       | 2                       |

|  | Medaillenentscheidung |

## Bilanz

### Medaillenspiegel
| Platz  | Land        | Gold | Silber | Bronze | Gesamt |
| ------ | ----------- | ---- | ------ | ------ | ------ |
| 1      | Niederlande | 3    | 1      | 1      | 5      |
| 2      | Deutschland | 3    | –      | –      | 3      |
| 3      | China       | 1    | 3      | 1      | 5      |
| 4      | Südkorea    | –    | 2      | 1      | 3      |
| 5      | Norwegen    | –    | 1      | 1      | 2      |
| 6      | Japan       | –    | –      | 2      | 2      |
| 7      | Polen       | –    | –      | 1      | 1      |
| Gesamt | Gesamt      | 7    | 7      | 7      | 21     |

### Medaillengewinner
| Disziplin     | Gold                          | Silber                       | Bronze                           |
| ------------- | ----------------------------- | ---------------------------- | -------------------------------- |
| Männer        |                               |                              |                                  |
| 500 m         | Finn Sonnekalb (GER)          | Miika Johan Klevstuen (NOR)  | Shin Seon-ung (KOR)              |
| 1500 m        | Finn Sonnekalb (GER)          | Pan Baoshuo (CHN)            | Sota Kubo (JPN)                  |
| Massenstart   | Finn Sonnekalb (GER)          | Pan Baoshuo (CHN)            | Eirik Andersen (NOR)             |
| Frauen        |                               |                              |                                  |
| 500 m         | Angel Daleman (NED)           | Jung Hee-dan (KOR)           | Waka Sasabuchi (JPN)             |
| 1500 m        | Angel Daleman (NED)           | Liu Yunqi (CHN)              | Hanna Mazur (POL)                |
| Massenstart   | Angel Daleman (NED)           | Jasmijn Veenhuis (NED)       | Liu Yunqi (CHN)                  |
| Mixed         |                               |                              |                                  |
| Mixed-Staffel | Liu Yunqi / Pan Baoshuo (CHN) | Lim Lee-won / Heo Seok (KOR) | Angel Daleman / Sem Spruit (NED) |

## Ergebnisse

### Männer

#### 500 m
| Platz | Land | Athlet                 | Zeit (s) |
| ----- | ---- | ---------------------- | -------- |
| 1     | GER  | Finn Sonnekalb         | 36,61    |
| 2     | NOR  | Miika Johann Klevstuen | 36,79    |
| 3     | KOR  | Shin Seon-ung          | 37,13    |
| 4     | JPN  | Sota Kubo              | 37,20    |
| 5     | JPN  | Takumi Murashita       | 37,23    |
| 6     | NED  | Geophrey Coenraad      | 37,29    |
| 7     | POL  | Szymon Hostyński       | 37,32    |
| 8     | KOR  | Heo Seok               | 37,507   |
| 9     | CHN  | Zhang Wanlin           | 37,509   |
| 10    | CHN  | Pan Baoshuo            | 37,64    |
| …     |      |                        |          |
| 22    | GER  | Leo Huber              | 39,77    |
| 27    | AUT  | Paul Wörle             | 41,29    |
| 29    | SUI  | Nevio Gross            | 42,03    |

Datum: 22. Januar 2024

#### 1500 m
| Platz | Land | Athlet             | Zeit (min) |
| ----- | ---- | ------------------ | ---------- |
| 1     | GER  | Finn Sonnekalb     | 1:50,53    |
| 2     | CHN  | Pan Baoshuo        | 1:52,84    |
| 3     | JPN  | Sota Kubo          | 1:53,16    |
| 4     | NOR  | Eirik Andersen     | 1:54,04    |
| 5     | JPN  | Takumi Murashita   | 1:54,30    |
| 6     | USA  | Max Weber          | 1:54,893   |
| 7     | NED  | Sem Spruit         | 1:54,894   |
| 8     | KAZ  | Ruslan Schanadilow | 1:55,67    |
| 9     | ITA  | Lorenzo Minari     | 1:55,75    |
| 10    | KOR  | Heo Seok           | 1:55,78    |
| …     |      |                    |            |
| 20    | GER  | Leo Huber          | 2:02,30    |
| 22    | SUI  | Nevio Gross        | 2:02,40    |
| 31    | AUT  | Paul Wörle         | 2:12,95    |

Datum: 23. Januar 2024

#### Massenstart
| Platz | Land | Athlet           | Sprint- Punkte | Zeit (min) |
| ----- | ---- | ---------------- | -------------- | ---------- |
| 1     | GER  | Finn Sonnekalb   | 30             | 5:30,07    |
| 2     | CHN  | Pan Baoshuo      | 22             | 5:30,12    |
| 3     | NOR  | Eirik Andersen   | 10             | 5:30,17    |
| 4     | JPN  | Takumi Murashita | 4              | 5:30,92    |
| 5     | CHN  | Zhang Wanlin     | 4              | 5:50,53    |
| 6     | NED  | Sem Spruit       | 3              | 5:31,74    |
| 7     | GER  | Leo Huber        | 3              | 5:47,51    |
| 8     | ESP  | Sergio Álvarez   | 2              | 5:30,99    |
| 9     | KOR  | Heo Seok         | 1              | 5:31,29    |
| 10    | ITA  | John Bernardi    |                | 5:31,79    |

Datum: 26. Januar 2024

### Frauen

#### 500 m
| Platz | Land | Athlet              | Zeit (s) |
| ----- | ---- | ------------------- | -------- |
| 1     | NED  | Angel Daleman       | 39,28    |
| 2     | KOR  | Jung Hui-dan        | 39,64    |
| 3     | JPN  | Waka Sasabuchi      | 39,65    |
| 4     | CHN  | Liu Yunqi           | 40,10    |
| 5     | CHN  | Zhang Shaohan       | 40,35    |
| 6     | POL  | Hanna Mazur         | 40,66    |
| 7     | KAZ  | Kristina Schumekowa | 40,89    |
| 8     | KOR  | Lim Lee-won         | 41,03    |
| 9     | JPN  | Kaede Kojima        | 41,06    |
| 10    | KAZ  | Alina Schumekowa    | 41,193   |
| …     |      |                     |          |
| 16    | GER  | Paula Albrecht      | 42,07    |
| 25    | AUT  | Sarah Rosner        | 43,442   |
| 27    | GER  | Mia Meining         | 43,52    |
|       | AUT  | Jeannine Rosner     | DNF      |

Datum: 22. Januar 2024

#### 1500 m
| Platz | Land | Athlet              | Zeit (min) |
| ----- | ---- | ------------------- | ---------- |
| 1     | NED  | Angel Daleman       | 2:02,90    |
| 2     | CHN  | Liu Yunqi           | 2:03,29    |
| 3     | POL  | Hanna Mazur         | 2:05,13    |
| 4     | JPN  | Kaede Kojima        | 2:05,71    |
| 5     | AUT  | Jeannine Rosner     | 2:06,14    |
| 6     | KOR  | Lim Lee-won         | 2:06,28    |
| 7     | KAZ  | Kristina Schumekowa | 2:06,47    |
| 8     | NED  | Jasmijn Veenhuis    | 2:07,33    |
| 9     | ITA  | Noemi Libralesso    | 2:08,51    |
| 10    | CHN  | Zhang Shaohan       | 2:09,00    |
| …     |      |                     |            |
| 15    | GER  | Paula Albrecht      | 2:12,13    |
| 21    | GER  | Mia Meinig          | 2:15,89    |
| 27    | AUT  | Sarah Rosner        | 2:20,68    |

Datum: 23. Januar 2024

#### Massenstart
| Platz | Land | Athlet            | Sprint- Punkte | Zeit (min) |
| ----- | ---- | ----------------- | -------------- | ---------- |
| 1     | NED  | Angel Daleman     | 33             | 5:54,22    |
| 2     | NED  | Jasmijn Veenhuis  | 21             | 5:54,38    |
| 3     | CHN  | Liu Yunqi         | 10             | 5:54,49    |
| 4     | POL  | Zofia Braun       | 5              | 5:55,20    |
| 5     | CHN  | Zhang Shaohan     | 4              | 5:54,99    |
| 6     | POR  | Jessica Rodrigues | 3              | 5:56,48    |
| 7     | USA  | Marley Soldan     | 2              | 5:58,07    |
| 8     | AUT  | Jeannine Rosner   | 1              | 5:55,82    |
| 9     | ITA  | Noemi Libralesso  |                | 5:55,84    |
| 10    | JPN  | Waka Sasabuchi    |                | 5:56,41    |

Datum: 26. Januar 2024

### Mixed

#### Staffel
| Platz | Land | Athlet                   | Zeit (min) |
| ----- | ---- | ------------------------ | ---------- |
| 1     | CHN  | Pan Baoshuo Liu Yunqi    | 3:11,74    |
| 2     | KOR  | Heo Seok Lim Lee-won     | 3:11,78    |
| 3     | NED  | Sem Spruit Angel Daleman | 3:12,10    |
| 4     | JPN  | Sota Kubo Kaede Kojima   | 3:15,61    |

Datum: 25. Januar 2024